# Ahmed al-Ghamdi
Ahmed Salah Sa'id al-Ghamdi (em árabe: احمد صلاح سعيد الغامدي, translit. Aḥmad Ṣalāh Saʿīd al-Ghāmdī ; Al-Bahah, 2 de julho de 1979 – Nova Iorque, 11 de setembro de 2001) foi um sequestrador terrorista saudita. Ele foi um dos cinco sequestradores do voo 175 da United Airlines como parte dos ataques de 11 de setembro de 2001 contra os Estados Unidos.
Ahmed Al-Ghamdi nasceu na Arábia Saudita em 1979. Abandonou a escola para lutar na Chechênia e provavelmente foi enviado para treinar em campos da Al-Qaeda no Afeganistão, onde seria escolhido por Osama bin Laden para participar nos ataques terroristas nos Estados Unidos. Ele chegou aos Estados Unidos em maio de 2001 com visto de turista e ajudou a planejar como os ataques ocorreriam. Em 11 de setembro de 2001, ele embarcou no voo 175 da United Airlines e ajudou no sequestro do avião para que o principal sequestrador e piloto treinado Marwan al-Shehhi pudesse assumir o controle do avião e jogá-lo contra a Torre Sul do World Trade Center, como parte de ataques coordenados.

## Atividades iniciais
Um imã, al-Ghamdi era da Al Bahah, uma província no sudoeste da Arábia Saudita. Situada entre Meca e Abha, Al Bahah é uma das principais atrações turísticas do país. Al-Ghamdi compartilhava a mesma afiliação tribal com os outros sequestradores Saeed al-Ghamdi, Hamza al-Ghamdi e Ahmed al-Haznawi. Este grupo é conhecido como o dos sequestradores mais religiosos e acredita-se que eles se conheceram em 1999.
Conhecido como al-Jaraah al-Ghamdi durante os preparativos, o único dos sequestradores a usar uma variação de seu próprio nome, al-Ghamdi abandonou a escola para lutar na Chechênia contra os russos em 2000 e recebeu um visto dos Estados Unidos em 3 de setembro daquele ano. Em novembro, tanto ele quanto Salem al-Hazmi voaram para Beirute, embora em voos separados e em horários diferentes. Al-Ghamdi voou no mesmo voo que um alto agente do Hezbollah, embora a Comissão do 11 de Setembro não tenha conseguido encontrar provas de que eles se conheciam. Sua família afirma tê-lo visto pela última vez em dezembro.

## Ataques
Seu irmão Hamza al-Ghamdi comprou online a passagem de Ghamdi para o voo 175 da United Airlines em 29 ou 30 de agosto, depois de comprar a sua própria. Ele listou um endereço de caixa postal para Ahmed al-Ghamdi.
Os irmãos se hospedaram no Charles Hotel em Cambridge, Massachusetts. Em 8 de setembro, eles fizeram check-out do hotel e se mudaram para o Days Hotel na Soldiers Field Road, em Brighton, onde permaneceram até o dia dos ataques.
Na manhã de 11 de setembro de 2001, Ahmed al-Ghamdi deixou o hotel com seu irmão, os dois compartilhando um táxi para chegar ao Aeroporto Internacional Logan. Lá, al-Ghamdi mostrou sua carteira de identidade da Virgínia como identificação e embarcou no voo 175, onde se sentou mais atrás dos sequestradores, no assento 9D. Ele ajudou a sequestrar a aeronave e para jogá-la contra o World Trade Center. Os irmãos empurraram os passageiros e a tripulação para a parte traseira do avião enquanto Fayez Banihammad e Mohand al-Shehri mataram os pilotos Victor Saracini e Michael Horrocks, permitindo que Marwan al-Shehhi assumisse o controle do avião.